# Stictopisthus floridanus
Stictopisthus floridanus là một loài tò vò trong họ Ichneumonidae.